# 科內紹夫卡區

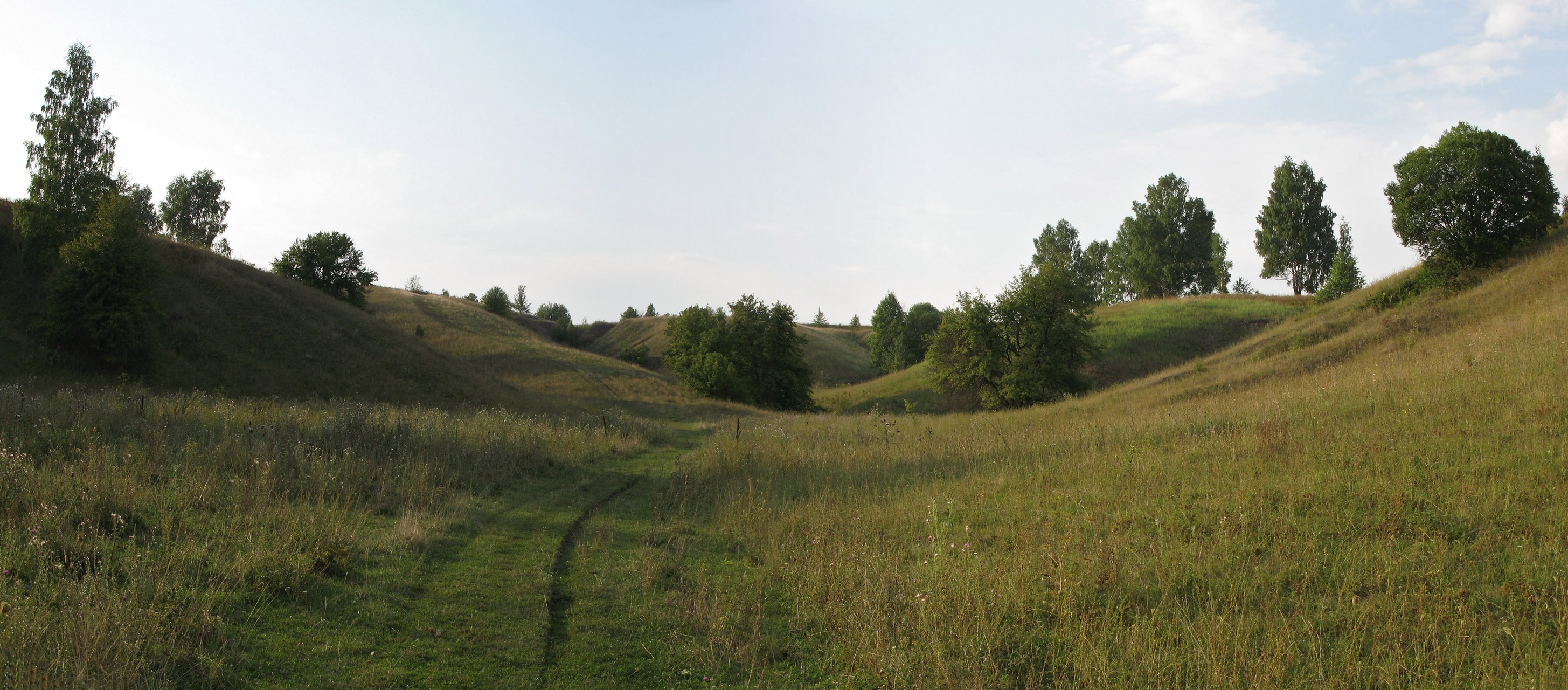

51°50′36″N 35°17′32″E / 51.84333°N 35.29222°E
科內紹夫卡區（俄语：Конышёвский район），是俄羅斯的一個區，位於該國西部，由庫爾斯克州負責管轄，面積1,135平方公里，2010年人口10,594，人口密度每平方公里9.33人。